# Marcel Stern (Segler)
Marcel Gérard Stern (* 9. Januar 1922, Genua, Italien; † 16. April 2002 in Genf) war ein Schweizer Segler. Er gewann bei den Olympischen Sommerspielen 1968 in Mexiko eine Silbermedaille.
Stern gewann zusammen mit Louis Noverraz und Bernard Dunand die Silbermedaille bei den Olympischen Spielen 1968 mit der 5,5 m IR (International Rule) in Acapulco. Bereits bei den Olympischen Spielen 1948 (Helsinki, Ylliam VII, 7. Platz) und 1952 (London, Ylliam VIII, 6. Platz) war er angetreten.

## Familie
Sein Bruder Charles Stern war ebenfalls olympischer Segler.